# Вест Кејп Меј (Њу Џерзи)
Вест Кејп Меј (енгл. West Cape May) град је у америчкој савезној држави Њу Џерзи.

## Демографија
По попису из 2010. године број становника је 1.024, што је 71 (-6,5%) становника мање него 2000. године.
| Група             | 2000.       | 2010.       |
| Белци             | 914 (83,5%) | 866 (84,6%) |
| Афроамериканци    | 159 (14,5%) | 89 (8,7%)   |
| Азијати           | 0 (0,0%)    | 2 (0,2%)    |
| Хиспаноамериканци | 20 (1,8%)   | 51 (5,0%)   |
| Укупно            | 1.095       | 1.024       |